# St. Jakobus der Ältere (Lubrza)

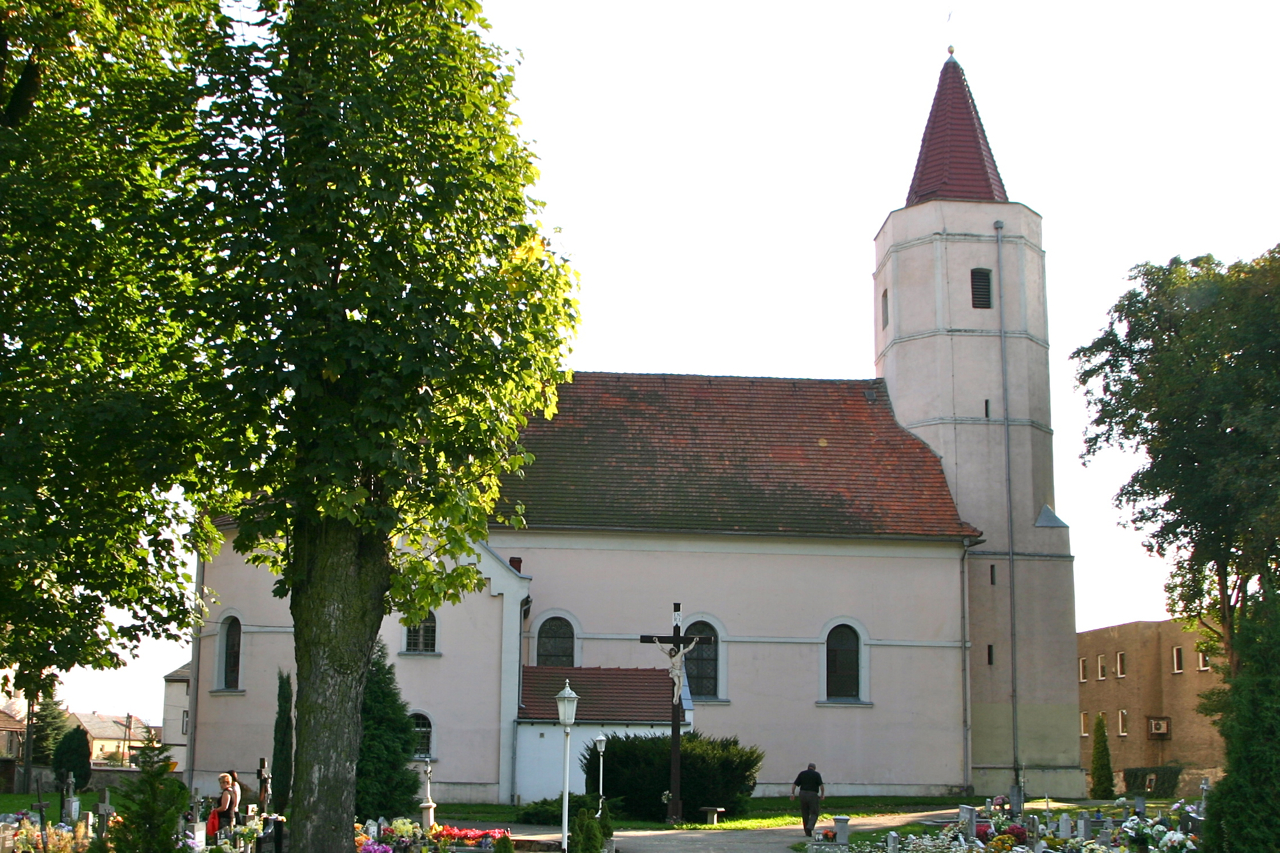
Lubrza, Jakobskirche

Die St.-Jakobus-der-Ältere-Kirche (polnisch Kościół św. Jakuba Starszego) ist eine römisch-katholische Pfarrkirche in der schlesischen Ortschaft Lubrza (Leuber) bei Prudnik (Neustadt). Das Gotteshaus liegt im Dorfzentrum an der Hauptstraße. Die Kirche ist die Hauptkirche der Pfarrei St. Jakobus der Ältere (Parafia św. Jakuba Starszego) in Lubrza.

## Geschichte
Die erste Kirche in Lubrza wurde 1474 urkundlich erwähnt. Im Jahr 1600 wurde der Renaissance-Kirchturm gebaut, an dem zwei Glocken hingen – die erste von 1503, die zweite von 1555. In den Jahren 1797–1798 wurde die heutige Kirche dank der Bemühungen der Gemeindemitglieder gebaut, von der vorherigen blieb der Turm erhalten. Der neue auf einem rechteckigen Grundriss mit abgerundetem Chor errichtete Kirchenbau weist viele für den klassizistischen Stil charakteristische Elemente auf.
Die Kirche steht seit 1959 unter Denkmalschutz.

## Architektur und Ausstattung

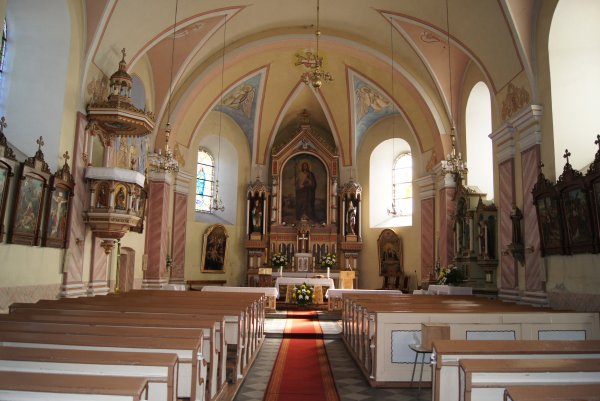
Innenansicht

Die Kirche ist geostet. An der Nordseite befindet sich eine Sakristei, an der Südseite eine Vorhalle, während sich der Turm an der Westseite befindet. Unter dem Turm ist ein Kreuzrippengewölbe zu sehen, während das Kirchenschiff mit einem Tonnengewölbe mit Lünetten bedeckt ist. Der obere Teil der Fenster ist halbkreisförmig geschlossen, an der Ostseite sind sie mit Stuckdekorationen mit Girlandenmotiven verziert. Das Satteldach ist mit Ziegeln gedeckt. Der Turm ist 4-stöckig mit deutlich sichtbaren Gesimsen. Sein unterer Teil ist quadratisch, der obere achteckig und wird von einem Dachboden überragt. Der gesamte Turm hat einen typischen Renaissance-Charakter. Die Kirche ist mit zwei Glocken ausgestattet.